# Каваэй, Рина
Рина Каваэй (яп. 川栄 李奈, род. 12 февраля 1995) — японская певица и актриса, бывшая участница идол-группы AKB48. Входила в состав Team A.
Кроме того, в 2012 году в составе группы Anrire (в группу также вошли Рэна Като и Анна Ирияма) Рина Каваэй выпустила сингл вместе с Рино Сасихарой.

## Карьера
Рина Каваэй стала участницей AKB48, пройдя прослушивания в 11-е поколение группы в июле 2010 года. Сначала она была не полноправной участницей, а стажёркой 7-го поколения. Её дебютное выступление с группой состоялось в ноябре того же года. В марте 2012 она была введена в состав Team 4 (Команды 4 группы AKB48), будучи таким образом повышенной до ранга полноправного члена группы. В августе ей перевели в Команду А.
Вскоре после того, как 30 июня закончилась трансляция телесериала Shiritsu Bakaleya Kōkō, было объявлено, что Каваэй снимется в его киноадаптации. В фильме также снимутся несколько участников Johnny's Jr. и несколько других участниц AKB48.
В 2013 году в специальном эпизоде комедийного телешоу Mecha-Mecha Iketeru! было объявлено, что Каваэй будет центром в песне, которую исполнит юнит (подгруппа) под названием BKA48.
В состоявшихся в 2013 году ежегодных выборах группы AKB48 Рина Каваэй заняла получив, 26754 голоса, заняла 25-е место.
25 мая 2014 года во время хэндшейк-ивента (мероприятия, на котором поклонники группы выстраиваются в очередь, чтобы пожать руки участницам AKB48), который проводился в Iwate Industry Culture & Convention Center в Такидзаве, Рина Каваэй вместе с Анной Ириямой получила ранения в результате атаки вооружённого 50-сантиметровой пилой мужчины. По сообщениям, они получили ранения пальцев и головы. У Рины Каваэй был сломан и порезан большой палец правой руки, а у Анны Ириямы — мизинец правой руки. Обе участницы, а также пострадавший вместе с ними член обслуживающего персонала группы были немедленно доставлены в больницу, где прооперированы.
4 августа 2015 года Рина выпустилась из AKB48.
17 мая 2019 года сообщила, что вышла замуж за актёра Томоки Хиросэ. В ноябре 2019 года родила ребёнка.

## Дискография

#### В составе Anrire
| Название | Дата выхода     | Наивысшая позиция           | Наивысшая позиция       | Наивысшая позиция |
| Название | Дата выхода     | Oricon Weekly Singles Chart | Billboard Japan Hot 100 |                   |
| --- | --------------- | --------------------------- | ----------------------- | ----------------- |
| «Ikujinashi Masquerade» (яп. 意気地なしマスカレード) - Сингл в исполнении Sashihara Rino with Anrire. В состав Anrire входят: Рина Каваэй, Рэна Като и Анна Ирияма. | 17 октября 2012 | 1                           | 4                       |                   |

##### Музыкальные видео
| Название                                          | Официальное видео на YouTube                                   |
| ------------------------------------------------- | -------------------------------------------------------------- |
| «Ikujinashi Masquerade» (Kawaei Rina Center ver.) | см. превью Архивная копия от 1 февраля 2018 на Wayback Machine |